# La distinción
La distinción (Título completo: La distinción. Criterio y bases sociales del gusto; en francés: La distinction. Critique sociale du jugement) es un estudio sociológico de Pierre Bourdieu publicado en 1979, sobre la cultura y el gusto en Francia, producto de una investigación empírica llevada a cabo entre 1963 y 1968. 
En 1998, la Asociación Internacional de Sociología lo nombró uno de los diez libros de sociología más importantes del siglo veinte.

## Argumento
Bourdieu propone que quienes cuentan con mayor capital cultural (activos sociales no económicos, como la educación y otros que permiten la movilidad social en términos más amplios que el mero ingreso) son quienes determinan lo que constituye el buen gusto en una sociedad. Los que tienen menos capital general aceptan este gusto y aceptan la diferencia entre alta y baja cultura (clásica y popular) como algo legítimo y natural, y en consecuencia aceptan también las restricciones a las equivalencias existentes entre tipos de capital (económico, social, cultural). Quienes tienen menos capital general no son capaces de adquirir un capital cultural considerable, porque no cuentan con los medios necesarios para hacerlo. Esto puede referirse, por ejemplo, a la incapacidad de algunos para describir o entender una obra clásica de arte, producto de las características de su habitus. 
Bourdieu sostiene que la clase trabajadora espera que los objetos tengan una función, que sirvan para algo, mientras que aquellos que no tienen presiones económicas pueden tener una apreciación pura del objeto, sin relacionarlo con un posible uso para la vida cotidiana. Aceptar estas características dominantes del gusto es, según Bourdieu, una forma de "violencia simbólica".  Es decir, el hecho de considerar como naturales estas distinciones entre gustos, y creer que éstas son algo necesario, niega a las clases dominadas la posibilidad de definir su propio mundo, lo cual pone en desventaja a aquellos con menor capital general. Más aún, incluso cuando las clases sociales dominadas llegan a tener sus propias ideas sobre qué es "buen gusto" y qué no lo es, "la estética de la clase trabajadora es una estética dominada, a la que se obliga a definirse siempre en términos de la estética de la clase dominante".

## Teoría

El capital cultural y el capital económico, según Pierre Bourdieu.

Las opciones estéticas de una persona crean fracciones de clase (grupos sociales basados en la clase) y separan activamente una clase social de las otras clases sociales de una sociedad. Por lo tanto, las predisposiciones a ciertos tipos de alimentos, música y arte se enseñan y se inculcan a los niños, y estos gustos específicos luego los orientan a sus posiciones sociales apropiadas. Por lo tanto, la auto-selección a una fracción de clase se logra impulsando la internalización del niño de preferencias por objetos y comportamientos adecuados para él (como miembro de una clase social dada) y el desarrollo de una aversión hacia los objetos y comportamientos preferidos por las otras clases sociales. En la práctica, cuando un hombre o una mujer se encuentra con la cultura y las artes de otra clase social, él o ella siente "asco, horror o la intolerancia visceral (‘malestar’) de los gustos de los demás".
Por lo tanto, el gusto es un ejemplo importante de hegemonía cultural, de cómo se determinan las fracciones de clase, no solo por la posesión del capital social y del capital económico, sino por la posesión del capital cultural, mecanismo social insidioso que garantiza la reproducción social y la reproducción cultural de la clase dominante. Por otra parte, debido a que una persona se le enseñan sus gustos a una edad temprana, y ellos están profundamente interiorizados, tales condicionamientos sociales son muy difíciles de cambiar, y tienden a identificar de forma permanente a una persona como procedente de una determinada clase social, lo que a su vez impide la movilidad social ascendente. De este modo, los gustos culturales de la clase dominante tienden a dominar los gustos de las otras clases sociales, forzando así a hombres y mujeres individuales de las clases dominadas a conformarse con ciertas preferencias estéticas, para no arriesgarse a la desaprobación social de parecer personas burdas, vulgares o insípidas.

## Metodología
Influenciado por el estructuralismo, Bourdieu buscó ir más allá de la tradicional dependencia del análisis de regresión en la sociología contemporánea y lograr un enfoque cuantitativo más riguroso. En lugar de confiar en la correlación de múltiples variables independientes, estaba interesado en desarrollar un marco que le permitiera ver "el sistema completo de relaciones que constituyen el verdadero principio de la fuerza y la forma específica de los efectos registrados en tal o cual correlación". 
Para el análisis de La Distinción, Bourdieu —trabajando con su técnico estadístico Salah Bouhedja— empleó varias rondas de análisis de correspondencia sobre un conjunto de datos de dos encuestas, la "encuesta Kodak" de 1963 y la "encuesta sobre el gusto" de 1967. Además, a este análisis, Bourdieu también aplicó el análisis de correspondencias a un subconjunto de datos, correspondientes al grupo que denominaría "clases dominantes" y "pequeña burguesía". Este tipo de investigación representó un intento temprano de modelo geométrico de datos, que se convertiría en un importante marco metodológico en el trabajo posterior de Bourdieu.

## Traducciones al español
La distinción. Criterio y bases sociales del gusto, trad. de Ma. del Carmen Ruiz de Elvira, Madrid, Taurus, 1998 (2.a ed., México, 2002).